# Ye Kah Michel
Ye Kah Michel (né le 14 mars 1984) est un athlète handisport ivoirien spécialiste des épreuves de lancer de poids et de javelot dans la catégorie F41 hommes. En 2024, lors de sa deuxième participation aux Jeux paralympiques d'été, il bat le record africain dans l'épreuve de lancer de javelot. 

## Carrière sportive
Ye Kah Michel est un athlète handisport ivoirien né le 14 mars 1984 en Côte d'Ivoire. Spécialiste des épreuves de lancer de poids et de javelot, il concourt dans la catégorie F41 hommes. En 2021, il prend part pour la première fois aux Jeux paralympiques d'été à Tokyo. Finaliste des épreuves de lancer de poids et de javelot, il termine respectivement à la 7e et à la 8e place. 
Le 2 septembre 2024, lors des XVIIes Jeux paralympiques d'été, il a réalisé sa meilleure performance en finale de l'épreuve de lancer de poids dans la catégorie F41, avec un lancer de 10,46 mètres. Il termine à la 6e place.
Le 7 septembre 2024, lors de ces mêmes Jeux, il bat le record africain à la finale de l'épreuve de lancer de javelot dans la catégorie F41, avec un lancer de 37,69 mètres. Il termine à la 5e place. 

## Records
| Épreuve           | Distance     | Lieu  | Date             |
| ----------------- | ------------ | ----- | ---------------- |
| Lancer de poids   | 10.46 m      | Paris | 2 septembre 2024 |
| Lancer de javelot | 37.69 m (AR) | Paris | 7 septembre 2024 |